# France-Soir
France-Soir (název znamená „Francouzský večerník“) byly francouzské tištěné noviny, které nejvíce prosperovaly v 50. a 60. letech 20. století, kdy náklad přesáhl 1,5 miliónu výtisků. Později večerník pod různými majiteli rychle upadal a v roce 2006 byl obnoven jako populistický bulvární deník. Dne 23. července 2012 však zkrachoval. V roce 2016 se znovu objevil jako médium vycházející pouze online, ale podle NewsGuard (2020) toto médium „nedodržuje několik základních novinářských standardů“.

## Historie novin

### Ilegální noviny za okupace Francie
France-Soir byl založen v roce 1941 mladými odbojáři Robertem Salmonem a Philippem Viannayem na okupované části Francie jako ilegální noviny „Défense de la France“ („Obrana Francie“). První čísla byla tištěna na ofsetovém tiskařském stroji Rotaprint 3 ukrytém ve sklepeních Sorbonny. Défense de la France, distribuovaný odbojovými sítěmi Combat a Témoignage chrétien do Grenoblu, Clermont-Ferrandu, Lyonu a do Británie, se stal nejrozšířenějším podzemním tiskem s nákladem až 450 000 výtisků (leden 1944). Od března 1944, po několikanásobném stěhování, sídlil ve třech patrech průmyslové budovy v ulici Jean-Dolent za věznicí La Santé ve XIV. pařížském obvodu.

### Poválečné spojení novin
Původní deník Paris-Soir (který s ilegálními novinami Défense de la France neměl nic společného), byl předním meziválečným francouzským deníkem, v roce 1936 dosahoval nákladu 1,7 milionu výtisků. Po osvobození Francie ale původní Paris-Soir přišel o svou tiskárnu v Lyonu kvůli problematickému chování za okupace. Jeho bývalý redaktor Pierre Lazareff  se vrátil z USA do Francie a v září 1944 nastoupil do redakce Défense de la France. Za konec Vichistické Francie je považován 25. srpen 1944, kdy byla osvobozena Paříž, i když boje na části území Francie probíhaly ještě poté.
První společné číslo novin nazvaných  „France-Soir – Défense de la France“ bylo vytištěno na původních tiskových strojích Paris-Soir 7. listopadu 1944. Složitý název měl naznačit, že tyto noviny již nemají nic společného s meziválečnými, ale naopak evokovat vazbu na francouzský odboj a ilegální noviny, které byly vydávány během okupace. Krátce po druhé světové válce byl tento příliš komplikovaný název zkrácen na France-Soir.

### 50. a 60. léta
V tomto období noviny nejvíce prosperovaly. V roce 1955, kdy byl šéfredaktorem výše zmíněný Pierre Lazareff, se noviny zařadily mezi nejrozšířenější v zemi (a na evropském kontinentu) a jejich náklad dosáhl 1,5 milionu výtisků, koncem 50. let byl přes 1,4 milionu výtisků. Zdaleka však nešlo jen o vysoký náklad, pro noviny pracovala řada předních novinářů a spolupracovali s nimi další renomovaní spisovatelé a další osobnosti (viz jejich stručný přehled níže). Články v novinách byly respektované jako kvalitní zdroj informací, ať už šlo o zpravodajství, kulturu nebo třeba sport.
Zejména v období prosperity s novinami spolupracovala řad předních novinářů, spisovatelů, ale také odborníci řady dalších profesí, např.: novinář, romanopisec a esejista Joseph Kessel, reportér Lucien Bodard (zaměřující se na Asii), filozof, spisovatel, dramatik, literární kritik Jean-Paul Sartre (v roce 1964 mu byla udělena Nobelova cena, ale odmítl ji), novinář a scenárista Henri de Turenne, historik a novinář Henri Amouroux, historik a spisovatel Jean Lacouture, novinář a spisovatel Philippe Labro (později také úspěšný filmový režisér a scenárista), moderátor rozhlasových a TV programů Philippe Bouvard, herečka a žurnalista Jacqueline Cartier, spisovatel, historik a politik Max Gallo, novinář a spisovatel Roger Grenier, spisovatel Jean Dutourd, spisovatel, životopisec a novinář Gonzague Saint Bris (v roce 2002 získal literární cenu Prix Interallié), spisovatel sci-fi a fantasy (narozený v Belgii) Jacques Sternberg nebo spisovatel a novinář Jean-Pierre Thiollet. 

### Úpadek novin
V pozdější letech však náklad postupně klesal, odliv čtenářů se ještě zrychlil s nástupem internetu (čemuž musela čelit většina tradičních novin). Na počátku 21. století klesl náklad pod 90 000. Deník také vystřídal několik majitelů a v roce 2006 byl obnoven jako populistický bulvární deník. Ani přeměna ze seriózních novin na bulvár však pokles nákladu nezastavila a těsně před ukončením vydávání tištěné verze v roce 2011 byl náklad již jen 30 000 výtisků. Dne 23. července 2012 tištěná verze definitivně zkrachovala.

### Dezinformace a konspirační teorie
V roce 2013 byl sice deník obnoven jako ryze online placená verze (FranceSoir.fr) s údajně inovativní strategií, ale setkal se se střídavým úspěchem. V srpnu 2019 vstoupili zaměstnanci zajišťující obsah webu do stávky a nakonec byly propuštěni, ale web přesto pokračoval v publikování nějakého obsahu. Navíc deník byl opakovaně kritizován za publikování přinejmenším zavádějících informací nebo vysloveně dezinformací a rozšiřování různých pochybných konspiračních teorií, s cílem přilákat co nejvíce čtenářů.
Noviny Libération proto ve svém článku z roku 2020 konstatují, že „France-Soir“ již nejsou žádné noviny. Společnost NewsGuard, která provozuje systém hodnocení zpravodajských a informačních webových stránek, zabývá se sledováním dezinformací, bezpečností značek pro inzerenty a dalšími službami souvisejícími s důvěryhodností, rovněž v roce 2020 konstatovala, že médium „nedodržuje několik základních novinářských standardů“.

## Zajímavost
Když novinář a spisovatel (později také režisér a scenárista) Philippe Labro pro France-Soir pracoval v první polovině 60. let, napsal pro noviny také sérii článků o atentátu na Johna F. Kennedyho. Při sběru informací pro tyto články se v Dallasu setkal také s Jackem Rubym několik dní předtím, než zastřelil Lee Harveyho Oswalda. Byl proto následně oficiálně vyslechnut Warrenovou komisí, kterou ustanovil prezident Lyndon Johnson a která měla vyšetřit všechny okolnosti atentátu. 